# Marco Papiro

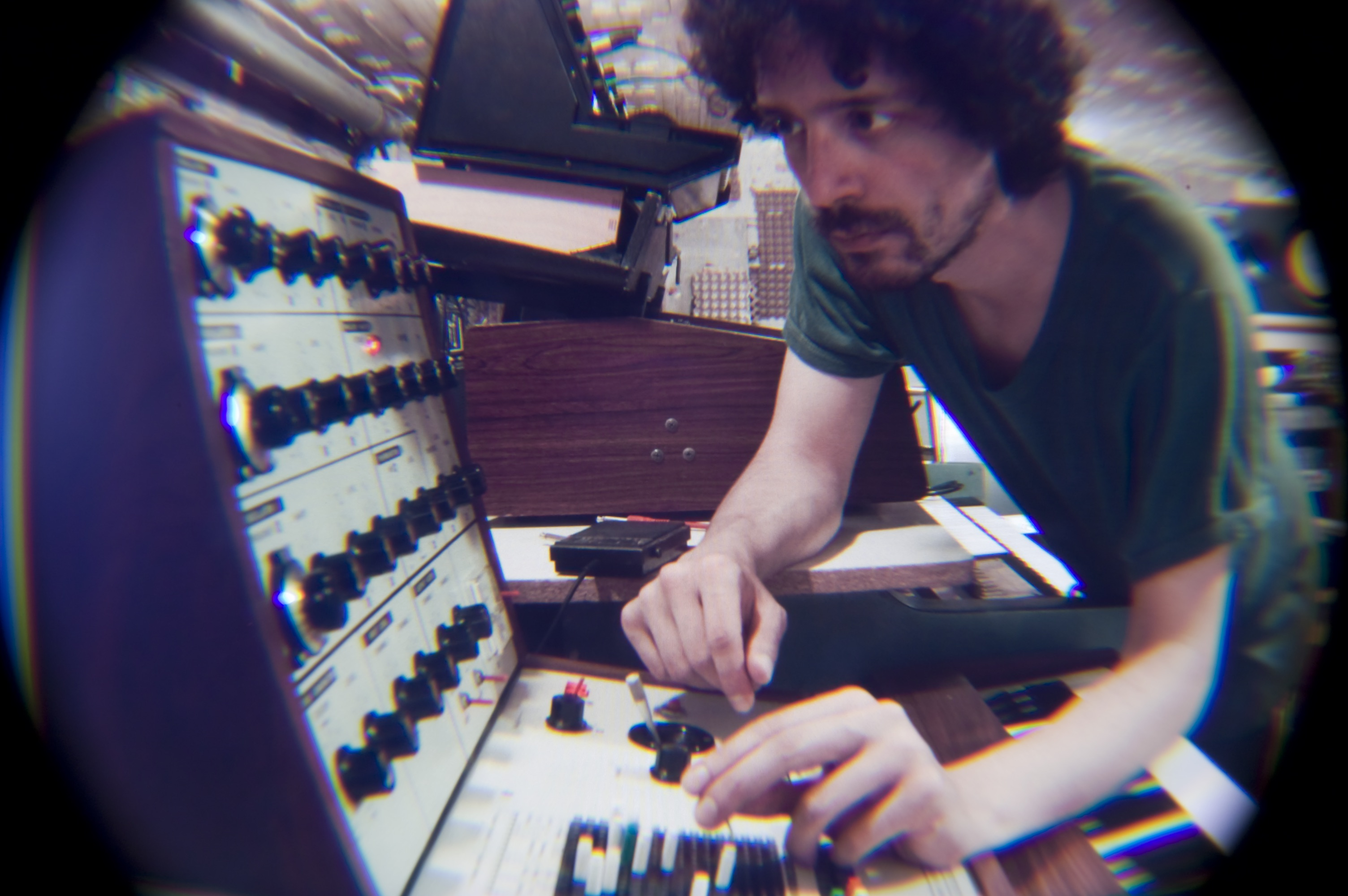

Marco Papiro (* 1975 in Basel) ist ein schweizerisch-italienischer Experimentalmusiker, Produzent elektronischer Musik und Grafiker.

## Biografie
Papiro erhielt als Kind eine klassische Musikausbildung und spielte Violine, Synthesizer und Bass in diversen Bands, bevor er begann unter dem Namen Papiro eigene, selbstproduzierte Musik zu veröffentlichen. Seine Einflüsse sind mannigfaltig: Drone, Minimal, Folk aus allen Zeiten und Ländern, psychedelische Musik, Zeitgenössische Musik, Industrial – aber auch Unterhaltungsmusik, Pop und New Age. Seine Kompositionen sind meist instrumental, meditativ und hypnotisch, aber zuweilen auch skurril und humorvoll. Papiro ist ein Multiinstrumentalist mit einer Vorliebe für ältere Synthesizer wie den EMS VCS3, den Moog Sonic Six, den Roland Jupiter 4 oder den Serge Modular, die er gerne und häufig für seine Musik benutzt. 
Marco Papiro hat mit Musikern wie Mani Neumeier, Hans Koch, Gyða Valtýsdóttir oder Damo Suzuki zusammengearbeitet. Er ist auch regelmässiger Gast bei der psychedelischen Garagenband Roy & the Devil’s Motorcycle. 2005 gründete er zusammen mit dem Schlagzeuger Daniel Buess und Michael Zaugg die experimentelle Noise-Gruppe Mir, bei der später auch Marlon McNeill und Yanik Soland mitwirkten. Bis zum Tod von Daniel Buess im März 2016 spielte die Band über 100 Konzerte in Europa, Brasilien, und Japan. Als Produzent hat Papiro die Neuausgaben von „Herzschlag Erde / Verdunkelt die Sinne“ sowie Die singende Sternlaterne / Folklore des Weltalls 1982 des Schweizer Künstlers „Die Weltraumforscher“ angeregt und begleitet.
Marco Papiro ist auch als unorthodoxer DJ tätig. Zusammen mit Markus Stähli von Roy & the Devil’s Motorcycle veranstaltet er einen monatlichen Anlass, bei welchem die beiden ihre eklektischen Sets durch den Gebrauch verschiedener Abspielgeschwindigkeiten, zusätzlichen Instrumenten, Tonbändern und Effekten erweitern. 
Marco Papiro hat von 1995 bis 1999 an der Schule für Gestaltung in Basel Grafik studiert und unterrichtet seit 2006 ebenda. Als Grafiker ist er vor allem für seine Plakate und Albumhüllen für Künstler wie Sun Araw, Spacemen 3, Spectrum (mit Peter Kember aka Sonic Boom), Panda Bear, Z’EV, Antoine Chessex, Oren Ambarchi und vielen anderen bekannt.

## Diskografie
- Papiro, Papiro auch bekannt als Leaf album (2002)[5] – Nicht auf einem Label erschienen, wieder herausgegeben auf A Tree in a Field Records TREE008
- Avventure lontane (2006)[6] – A Tree in a Field Records, TREE017 / Some Fine Legacy, SFL 005
- The Ghost Album (2006)[7] – Interdisco, ID16
- Rev (2010)[8] – A Tree in a Field Records, TREE028 / Some Fine Legacy, SFL006
- Negativ White 2 (2012)[9] – A Tree in a Field Records, TREE035
- People on a Bridge (2014)[10] – A Tree in a Field Records, TREE050
- Teopatia (2014) – PLANAM P[11]
- Automare (2017) – Muscut, MUSCUT 7 (2012)[12]
- Roy & the Devil’s Motorcycle: Water Air Food & Love (2010)[13] – Nicht auf einem Label erschienen
- Roy & the Devil’s Motorcycle: Tino: Frozen Angel OST (2014)[14] – Voodoo Rhythm
- Kompilation verschiedene Stücke mit Roy & the Devil’s Motorcycle: Live at the Jolt Festival Basel (2014)[15] – A Tree in a Field Records
- MIR Ex Modules (2005)[16] – A Tree in a Field Records
- MIR MIR (2009)[17] – A Tree in a Field Records
- MIR Abandon Ship (2009)[18] – A Tree in a Field Records
- MIR Shock Your Moneymaker (2013)[19] – A Tree in a Field Records TREE039
- Rise (2019) – Solar Ipse Audio House SIAH06